# Њупорт (Северна Каролина)
Њупорт (енгл. Newport) град је у америчкој савезној држави Северна Каролина.

## Демографија
По попису из 2010. године број становника је 4.150, што је 801 (23,9%) становника више него 2000. године.
| Група             | 2000.         | 2010.         |
| Белци             | 2.724 (81,3%) | 3.294 (79,4%) |
| Афроамериканци    | 400 (11,9%)   | 470 (11,3%)   |
| Азијати           | 43 (1,3%)     | 70 (1,7%)     |
| Хиспаноамериканци | 124 (3,7%)    | 194 (4,7%)    |
| Укупно            | 3.349         | 4.150         |